# Dendrobium textile
Dendrobium textile är en orkidéart som beskrevs av Johannes Jacobus Smith. Dendrobium textile ingår i släktet Dendrobium, och familjen orkidéer. Inga underarter finns listade i Catalogue of Life.